# 但州丸 (5代)
但州丸（たんしゅうまる）は、兵庫県が所有する漁業実習船。兵庫県立香住高等学校の実習に使用されている。本項目では、1995年に建造され2015年に引退した5代目を取り扱う。

## 概要
但州丸 (4代)の代船として三保造船所で建造され、1995年3月に竣工した。
本船は海洋科学科の生徒を対象にトロール漁やマグロはえ縄漁などの漁業実習を行う。
本船が実習で北太平洋で捕獲したマグロの一部は缶詰にされ、同校の文化祭で販売される場合があった。

## 設計
ウィンチ等を搭載した事による重心上昇の対策として、バラストキール採用、レーダーマストにアルミ合金を使用、船底の外板の厚みを増す、などの対策を行った。
実習生の居住性の向上、漁業実習の効率化を目的として、減揺タンクを採用した。減揺タンクは受動Ｕ字管型の形状で自動制御タイプとし、習熟訓練の際には約40%の減揺効果が得られた。

## 略歴
- 1948年（昭和23年） - 初代竣工[7]
- 1995年（平成7年）3月 - 5代目竣工（499総トン）
- 2014年（平成26年）12月 最後の航海を行った[7][8]。19年間で約56万kmを航行し、400人以上の生徒が実習した[9]。
- 2015年（平成27年）3月31日 - 6代目竣工（358総トン）[10]

## エピソード
- 長年に渡って海上気象を観測し通報した功績から、海上保安庁より気象庁長官表彰を受賞した[11]。
- 水深2000mでの桁網トロールは世界初[12]。